# 青い鳥 (ミュージカル)
『青い鳥』（あおいとり）は、モーリス・メーテルリンクの同名の童話劇を原作とする劇団四季のミュージカル作品。1969年に初演された。
1985年に内容を大幅に改訂し、青山劇場のこけら落とし公演として、スペクタクル・ミュージカル『ドリーミング』となり、当時としては異例の3か月ロングラン上演がなされ、民放でテレビ放送もされた。
1994年には再び改訂し再演された。1985年版と同様、青山劇場の舞台機構をすべて使用した作品の為、青山劇場と愛知県芸術劇場以外の劇場では上演されなかったが、1996年に一部演出を変更し『ドリーミング SAPPORO』として北海道（札幌JRシアター）で上演。この演出で他の劇場でも上演が可能となり、大阪でも上演された。
2003年には『青い鳥』のタイトルに戻り、ファミリーミュージカルとなる。それまでは、浅利慶太の演出によって上演されていたが、2003年版の演出は加藤敬二によるものである。加藤敬二がファミリーミュージカルの演出を担当したのは本作が初。新作として衣装、装置などが一新されたが、楽曲はそれまでの『青い鳥』『ドリーミング』のものをアレンジしたものである。2003年版はNHKホールでのテレビ放送用上演および全国公演がなされた。
2009年10月には『ドリーミング』（浅利慶太演出）としてJR東日本アートセンター四季劇場［秋］で上演された。楽曲、装置などは、それまでの『青い鳥』『ドリーミング』を踏襲して再構成したものとなっているが、未来のこどもたち役として子役を起用したのは初めてである。このときの公演がDVD化されている。

## スタッフ
- 原作 モーリス・メーテルリンク
- 脚色 劇団四季文芸部

『青い鳥』(1969年～)
- 作詞：岩谷時子
- 作曲：内藤法美

『ドリーミング』(1985年)
- 演出：浅利慶太
- 作詞：イルカ、岩谷時子、小椋佳、劇団四季文芸部
- 音楽監督：渋谷森久
- 作曲：イルカ、小椋佳、渋谷森久、鈴木邦彦、内藤法美、三木たかし、宮川晶、宮川泰
- 編曲：宮川晶
- 振付：山田卓

『ドリーミング』(1994年～)
- 演出：浅利慶太
- 作詞：イルカ、岩谷時子、小椋佳、林光、宮川泰、劇団四季文芸部
- 音楽監督：渋谷森久
- 作曲 イルカ、小椋佳、渋谷森久、鈴木邦彦、内藤法美、林光、三木たかし、宮川彬良、宮川泰
- 編曲：宮川彬良、寺嶋民哉
- 振付：加藤敬二

『青い鳥』(2003年)
- 監修：浅利慶太
- 構成・演出・振付：加藤敬二
- 作詞：イルカ、岩谷時子、林光、劇団四季文芸部
- 音楽構成：鎮守めぐみ
- 作曲：イルカ、渋谷森久、鈴木邦彦、内藤法美、林光、三木たかし、宮川彬良、宮川泰

『ドリーミング』(2009年)
- 演出：浅利慶太
- 作詞：イルカ、岩谷時子、小椋佳、林光、劇団四季文芸部
- 音楽構成：鎮守めぐみ
- 作曲：イルカ、小椋佳、渋谷森久、鈴木邦彦、内藤法美、林光、三木たかし、宮川彬良、宮川泰
- 編曲：宮川彬良、寺嶋民哉
- 振付：加藤敬二

## 主なキャスト
『ドリーミング』(1985年)
- チルチル：畠山昌久、堀米聰
- ミチル：野村玲子、青山弥生、和田麻里
- 光：志村幸美、鈴木京子
- 犬のチロー：市村正親・飯野おさみ
- 火：山口祐一郎
- 猫のチレット：保坂知寿、野村玲子、山田千春
- ベリリューヌ／夜の女王：前田美波里、山田千春
- 母の愛：山下清美、五十嵐まゆみ

『ドリーミング』(1994年～)
- チルチル：小林等、下川原守忠、古谷直通
- ミチル：青山弥生、相川忍
- 光/隣の娘：志村幸美、後藤由里、片岡真弓、村田恵理子、荒川久美江、坂本泰子
- 犬のチロー：石丸幹二、飯野おさみ、味方隆司、松澤潤一
- 猫のチレット：堀内敬子、井料瑠美、後藤由里、村田恵理子
- ベリリューヌ／夜の女王：下村尊則、金井小夜子、末次美紗緒
- 母の愛：金井小夜子、片岡真弓、坂本泰子

『ドリーミング』(2009年)
- チルチル：大徳朋子
- ミチル：岸本美香
- 光：沼尾みゆき
- 犬のチロー：田中彰孝
- 猫のチレット：林香純、谷口あかり
- ベリリューヌ：光川愛
- 母の愛／夜の女王：白木美貴子

『青い鳥』(2012年)
- チルチル：土井礼子
- ミチル：岸本美香
- 光 ／隣の娘：小林由希子
- 犬のチロー：飯村和也
- 猫のチレット：林香純
- ベリリューヌ／夜の女王／ベランゴー：下村尊則
- パン：内田圭
- 牛乳：石野寛子
- 水：松元恵美
- 砂糖：丹下博喜
- 火：伊藤潤一郎
- 母親チル／母の愛：佐渡寧子
- 父親チル：田代隆秀
- 祖母：斉藤昭子
- 祖父／カシの大王／時の老人：種井静夫